# Exploding Sun
Exploding Sun è un film per la televisione del 2013 diretto da Michael Robison.
È un film di fantascienza canadese a sfondo catastrofico con David James Elliott, Anthony Lemke e Natalie Brown.

## Trama
Una navicella spaziale privata con alcuni passeggeri a bordo, tra i quali la moglie del presidente degli Stati Uniti, è partita per il suo primo volo turistico con destinazione la Luna. Quando una massiccia tempesta solare porta il razzo fuori rotta, la nave si muove fuori controllo diretta verso il Sole. Il motore scalare che alimenta la nave, che è stato progettato per resistere a temperature estreme, sopravvive all'impatto solare e mette il Sole in una fase iperattiva, causando enormi esplosioni di radiazioni che hanno un effetto devastante sulla Terra. La seconda metà del film descrive questi effetti e le lotte dei popoli per trovare rifugio e per sopravvivere.
Viene poi rivelato che l'esercito statunitense ha copiato e militarizzato il progetto del motore scalare creato da uno scienziato e ha costruito una nave spaziale alimentata da propulsione nucleare per portare l'arma in orbita. Lo scienziato creatore del progetto originario, Don Wincroft, si allea con una scienziata della NASA per riconfigurare l'arma in modo da neutralizzare gli effetti del sole e salvare la terra da una distruzione certa.

## Produzione
Il film, diretto da Michael Robison su una sceneggiatura di Jeff Schechter, fu prodotto da Irene Litinsky per la Muse Entertainment Enterprises. Il titolo di lavorazione fu Shockwave.

## Distribuzione
Il film fu trasmesso in versione ridotta da 116 minuti in Svezia il 9 febbraio 2013 sulla rete televisiva Kanal 5 e negli Stati Uniti sulla rete Reelz il 9 settembre 2013. È stato poi distribuito negli Stati Uniti in DVD e Blu-ray nell'ottobre dello stesso anno. In Italia è stato trasmesso sulla piattaforma SKY nel novembre del 2013 e su Cielo, in chiaro su Digitale Terrestre, nel giugno 2015.